# Let it Go (伊藤由奈の曲)
『Let it Go』（レット・イット・ゴー）は、伊藤由奈の14枚目のシングル。2009年11月11日発売。発売元はソニー・ミュージックレコーズ。

## 解説
- 3rdアルバム『DREAM』発売後初となるシングル。初回生産限定盤（CD+DVD）と通常盤（CD）の2形態での発売となり、どちらもジャケットが異なる。初回生産限定盤のみ「Let it Go」のビデオクリップとメイキング映像が収録されたDVD付き。
- 表題曲「Let it Go」は人気ケータイ小説『天使の恋』の映画主題歌のために書き下ろされた楽曲で、元Superflyのギタリストの多保孝一とタッグを組んだロックナンバー。今作はSuperfly同様、1960～70年代を彷彿とさせるロックチューンで、12弦ギターやマンドリンなどのカントリー・ミュージックのエッセンスも加えられている。また、多保孝一はこの曲でサウンドプロデュース、12弦ギター、アコースティックギターも手がけている。[1]
- 伊藤はこれ以前にも原作の携帯小説のイメージソングを2曲制作するなど、『天使の恋』の大ファンで、今回の映画主題歌も寒竹監督と曲のイメージを話し合って制作した。撮影現場を訪れた際もメモを取るなどして着想を膨らませたという[2][3]。
- カップリング曲「Happy Days」はABCマート「ホーキンススポーツ」のCMソング。なお、ABCマートのタイアップは2作連続となる。
- ビデオクリップは同年9月20日に久保茂昭監督によって撮影された。久保監督によるビデオクリップ作品数はこれで8作目となる。

## 収録曲

### CD
1. Let it Go
（作詞：中嶋ユキノ／作曲・編曲：多保孝一／ストリングスアレンジ：弦一徹）
2. Happy Days
（作詞：六ツ見純代／作曲・編曲：Rabbits）
3. Let it Go（instrumental）
4. Happy Days（instrumental）

### DVD
1. Let it Go（Video Clip）
2. キラキラmaking!